# لاكتوز

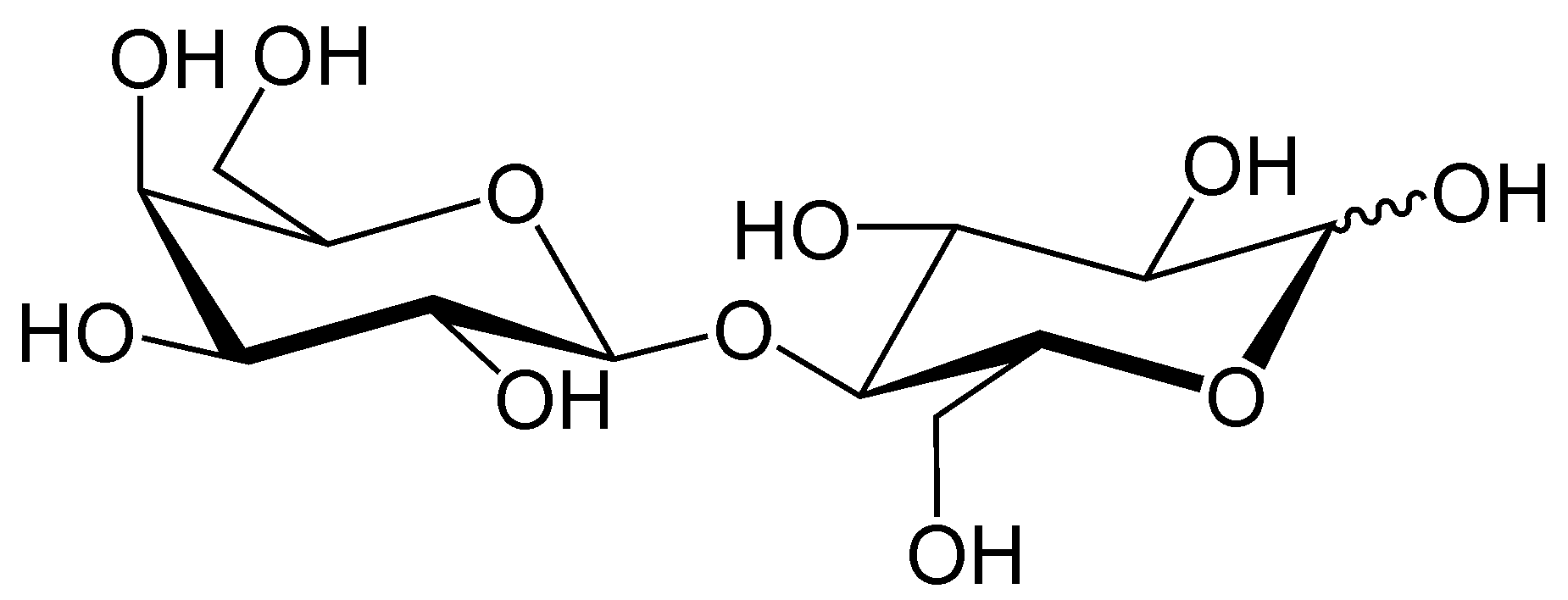
البنية الجزيئية لللاكتوز

اللاكتوز (Lactose) أو سكر الحليب أو سُكَّرُ اللَّبَن أو هو سكر ثنائي ناتج عن اتحاد وحدة من الجالكتوز وأخرى من الغلوكوز. يوجد سكر الحليب طبيعيًا في الحليب ويشكل ما بين 1.5% و 8% من وزن الحليب. يمكن استخراجه من جوامد الحليب  (بكلا صنفيها, جوامد الحليب الحلوة وجوامد الحليب الحامضة) التي تتبقى بعد تصنيع الجبنة.

## البنية
اللاكتوز سكر ثنائي، صيغته الجزيئية هي C12H22O11 وكتلته المولية هي 342.30غ/مول. يتكون اللاكتوز بعد اتحاد وحدة من الجالكتوز(Gal) ووحدة من الغلوكوز (Glc) برابطة من نوع(β(1→4. اسمه الرسمي هو D-β-جالكتوبيرانوزيل (1->4) D-β-غلوكوبيرانوز ويرمز له برمز Gal-Glc.
يمكن استخراج اللاكتوز بواسطة تبخير شرش الحليب (جوامد الحليب) الذي يتم الحصول عليه عن طريق فصل المواد الدهنية وترسيب الكازين. فنحصل على حبيبات الاكتوز المميه (C12H22O11·H2O) تلك الحبيبات تفقد ماءها بعد تسخنها عند 140 °C.

## خواص فزيائية
ينصهر اللاكتوز في درجة حرارة تساوي 223 °C وتبلغ انحلاليته بالماء 1,525غ/سم³.
وله نفس صيغة السكروز والمالتوز

## خاصيات كيميائية
اللاكتوز سكر مختزل، لأنه يملك وظيفة نصف أسيتيلية.

## الحلمهة
تتم حلمهة اللاكتوز في الجسم الحي بواسطة أنزيم اللاكتاز حيث يحوله إلى جزيئة من الغلوكوز وأخرى من  الجالكتوز (1مول من اللاكتوز--> 1مول من الغلوكوز+ 1مول من الجالكتوز).

## استعمالات اللاكتوز
اللاكتوز عنصر مهم في تغذية صغار الثدييات، ويتم عادة إضافته لطعام الرضع. ويستعمل أيضا في تحضير اللاكتولوز.

## الاستخدام الصيدلاني
يُستخدم اللاكتوز على نطاق واسع كعامل ممدد في المضغوطات والمحافظ ، و بشكل أقل في الأشكال الجفدة Iyophilized products و منتجات الأطفال الغذائية. فقد كان استخدام (اللاكتوز المجفف بالإرذاذ ) ( Spray-dried Lactose ) أول ظهور اللاكتوز في شكل صيدلاني أما حالياً فإنه يتم تداول أصناف متعددة في التجارة و من أمثلة ذلك : ألفا لاكتوز اللامائي	Anhydrous α-Lactose 		ألفا لاكتوز أحادي الهيدرات 	monohydrate α-Lactose وعلى نطاق أضيق 	بيتا لاكتوز اللامائي	Anhydrous β-Lactose.
عموماً فإن اختيار الأصناف المستعملة من اللاكتوز يتم على أساس النمط الدوائي المستخدم من الأشكال الصيدلانية .
فغالباً ما تُستخدم أصناف الضغط المباشر لاستيعاب كميات قليلة من العقار ذلك كون عملية الضغط تتم دون الحاجة لإجراء عملية تحثير للمادة الدوائية.
تُعتبر أصناف الضغط المباشر من اللاكتوز أكثر مرونة و قابلية للانضغاط بالمقارنة مع بلورات و مسحوق اللاكتوز، و المُعدّ غالباً من تجفيف اللاكتوز بالإرذاذ الحاوي على ألفا-لاكتوز وحيد الماء النقي مع كمية ضئيلة من اللاكتوز عديم التبلور حيث يعزز هذا الأخير قوة الضغط .
تُوجد أصناف خاصة من لاكتوز الضغط المباشر و التي لا تحتوي مواد عديمة التبلور إنما قد تحتوي على أجزاء زجاجية الأمر الذي يزيد من قابلية الانضغاط . أحيانا يُعمد إلى مشاركة السليولوز دقيق التبلور أو النشار مع هذه الأصناف من اللاكتوز عنها تتطلب عملية الضغط وجود عامل مزلق مثل شمعات المغنسيوم بنسبة 0.5% وزن/وزن .
إن استخدام أصناف الضغط المباشر من اللاكتوز يؤدي للحصول على مضغوطات ذات قوة تفكك أكبر من تلك فيما إذا استخدم اللاكتوز العياري. يتراوح تركيز اللاكتوز المستخدم في هذه الأشكال بين (65-85)%.
تتوفر تجارياً أصناف متعددة من اللاكتوز حيث تملك مواصفات مختلفة مثل حجم الجسيمات و خصائص الانسيابية؛ الأمر الذي يتيح لنا انتقاء المواد الأكثر ملاءمة في إطار تطبيقات تخصصية معينة. فمثلاً يتم حساب الحجم الجزيئي الأمثل في حالة صناعة المحافظ على أساس آلة التغليف المستخدمة في الصناعة.
عادة تُستخدم الأصناف الناعمة من اللاكتوز أثناء تحضير المضغوطات ذات التحثير الرطب أو عند تنفيذ عمليات الطحن  ( Milling ) .
كما أن الأصناف الناعمة تسمح بالمزج الأكثر تجانساً مع المحتويات الأخرى وتجعل العامل الرابط أكثر فعالية .
يملك اللاكتوز تطبيقات صيدلانية أخرى كعامل ممدد و حامل في الأشكال الاستنشاقية (البخاخات) الجفدة Iyophilized products .

### التأثير على صحة الجسم
تُعزى التفاعلات الجانبية الناجمة عن تناول اللاكتوز إلى حالة عدم تحمل اللاكتوز و التي تحدث لدى الأشخاص المصابين بعوز أنزيم اللاكتاز المعوي، مما يحتم عليهم الامتناع عن تناول اللاكتوز حيث أنه قد يسبب أعراض مرضية تتمثل بمغص بطني و إسهال و نفخة distension و تطبل بطن Flatulence. يقوم إنزيم اللاكتاز بحلمهة اللاكتوز إلى غلوكوز و غالاكتوز، وذلك في الأمعاء الدقيقة التي تمتص فيما بعد هذه السكاكر الأحادية، في حين أنه يطرح دون أن يستقلب في حالة حقنة وريدية.
تسبب التأثيرات الأخفض تأثيرات جانبية أخف حدة كما يصبح اللاكتوز أكثر تحملاً عند تناوله مع الطعام. على الرغم من أن الكميات المتناولة من اللاكتوز كسواغ في الأشكال الصيدلانية الفموية هي أقل مما هو موجود في الأطعمة فإنها قد تُحرض حدوث إسهال.

### عدم تحمل اللاكتوز
بعض الأشخاص يعانون من عدم إمكانية استقلاب اللاكتوز بسبب عدم وجود الأنزيم لاكتيز lactase في الجهاز الهضمي والذي يعمل علي تحويل اللاكتوز الي حمض اللاكتيك. تختلف نسبة احتمال اللاكتوز بين الأفراد الذين يعانون من هذه المشكلة. وفقًا للمعهد الوطني للصحة بالولايات المتحدة، " السيطرة على عدم تحمل اللاكتوز يعتمد على التعلم من خلال التجربة والخطأ كمية اللاكتوز التي يمكن تحمّلها." 
اللاكتوز موجود في فئتين غذائيتين كبيرتين: 
-منتجات الألبان التقليدية (الحليب، الزبدة، اللبن، الأجبان...)
كمادة مضاف للأغذية: يضاف اللاكتوز إلى بعض اللحوم، السمن، قطع الخبز، وغيرها..

## الأعراض
ليس كل الأشخاص الذين يعانون من نقص اللاكتيز يشعرون بأعراض عندما يتناولون اللاكتوز. معظم الناس الذين يعانون من هذه المشكلة يتقبّلون كميات قليلة من اللاكتوز ضمن الغذاء وتزداد شدّة الأعراض مع زيادة كمية اللاكتوز المستهلكة. تظهر هذه الأعراض بعد 30 دقيقة لغاية ساعتين من استهلاكه وتشمل النفخة، تقلصات في البطن، الإسهال، الغثيان والتقيؤ.